# PearPC
PearPC – wieloplatformowy emulator procesorów z rodziny PowerPC. Umożliwia działanie wielu systemów operacyjnych, stworzonych dla komputerów typu PowerPC, takich jak: OS X, Darwin oraz GNU/Linux. Można go uruchomić w systemach Microsoft Windows, GNU/Linux oraz innych, kompatybilnych z normą POSIX. Rozpowszechniany jest na licencji GPL. Pierwsza oficjalna wersja ujrzała światło dzienne 10 maja 2004 r. 
Emulator posiada rozszerzenie tłumaczące dynamicznie rozkazy architektury PowerPC na rozkazy procesorów z rodziny IA-32. Umożliwia to emulację nawet w czasie rzeczywistym. 
PearPC jest nadal w fazie rozwoju. W tej chwili szybkość działania aplikacji w tym emulatorze jest 10 razy niższa niż komputera, na którym uruchomiono emulator. Obsługa urządzeń takich, jak: CDROM czy karty dźwiękowe jest nadal w fazie początkowej.
Aktualną stabilną wersją jest wersja 0.5.0 (marzec 2012).